# 실반 (학술지)
실반(Sylwan)은 임업 분야의 과학 학술지로서 폴란드 산림 협회(Polish Forest Society. PTL으로 약칭한다)의 출판물이다. 오늘날 세계에서 가장 오래된 임업 학술지로, 1820년부터 지금껏 발행되고 있다.
실반은 임업의 제분야에서 최신 연구 결과를 지속적으로 출판하고 산림학자의 지식과 과학적 수준을 높이는 중요한 교육 및 대중화 역할을 한다. 1953년 이래로 가장 오래된 판의 표지에는 숲과 야생의 로마 신인 실바누스(Silvanus)의 얼굴이 꾸며져 있다. 창간 이래 약 13,500편의 과학 학위논문, 논문 및 보고서가 실반에 게재되었다.

## 역사

### 제1기 (1820년~1858년)

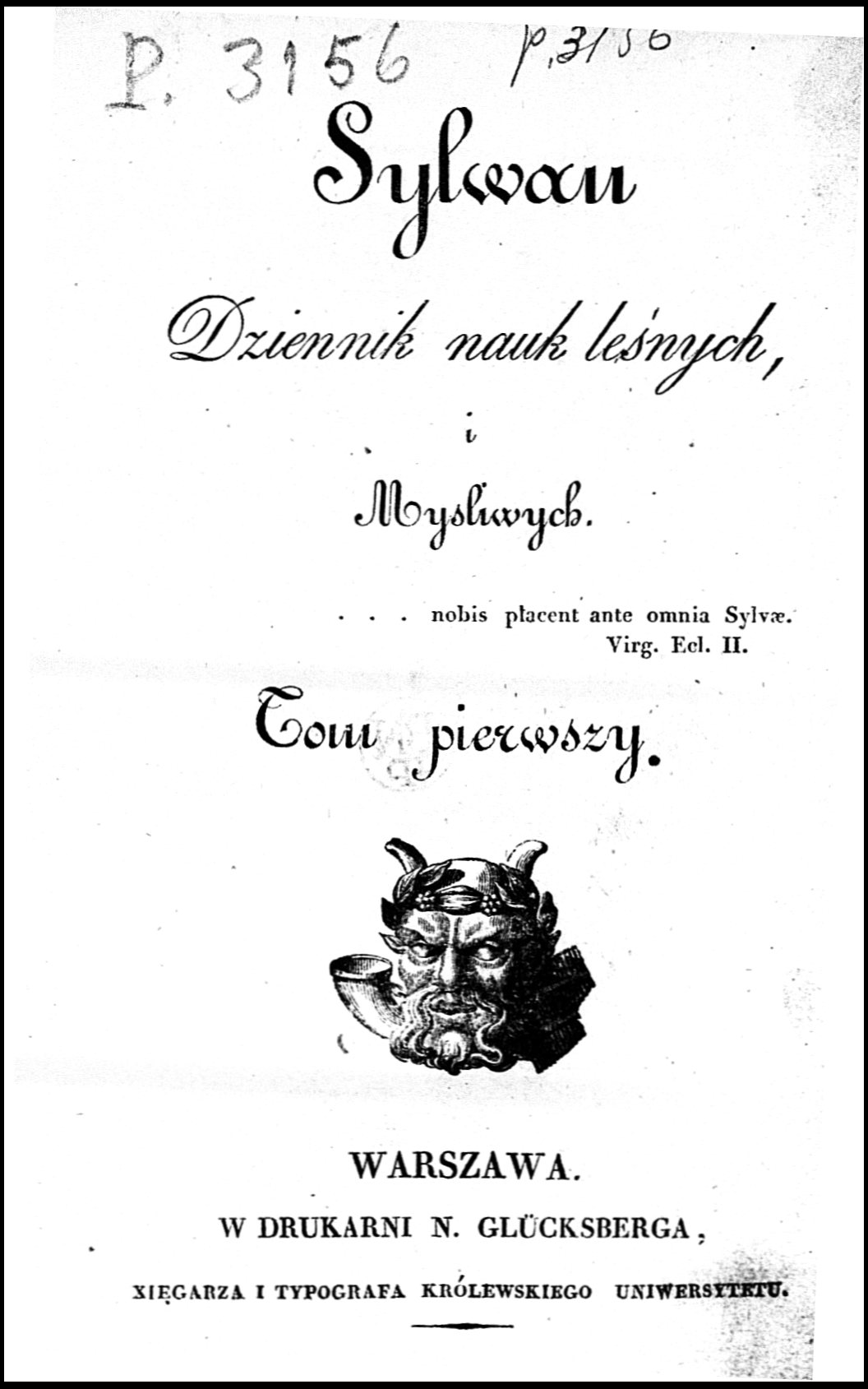
1820년 창간호의 표지

실반의 창간 주체는 당시 러시아 통치 하에 있던 폴란드 입헌왕국의 정부 산림청 조직자들이었다. 국유림 총책임자 루드빅(Ludwik August Plater-Broel), 수석 산림 감독관 율리우시(Juliusz Brincken), 국세청 산림국장 히폴리트(Hipolit Cieleski) 들이었다.
창간 초창기에는 34년 동안 24권이 출판되었다. 여기에는 임업 분야의 과학 논문, 국유림의 감독과 보호를 담당하는 국세청의 명령, 입헌왕국의 국유림 관리에 대한 행정 정보, 산림 달력이 포함되었다. 특히 산림 관리 방법에 관한 임업 분야의 논문이 출판되었으며, 종종 독일, 스위스, 프랑스 산림학자의 출판물을 기반으로 하였다. 11월 봉기 이후 정부 지원 없이 부정기적으로 출판되었다. 1835년부터 1858년까지 24년 간 간행을 중단하고서는, 산림 경영자들로 구성된 민간 회사에 의해 출판되었다.

### 제2기 (1883년~1939년)
실반은 1882년에 설립된 갈리시아 산림 협회(Galician Forest Society)의 기관지로서 갈리시아에서 속간되었다. 이 기간 동안 실반은 갈리시아의 산림 상태 유지 및 관리 수준 향상, 전문 지식 심화, 산림 경영자의 전문적 관심사 따위를 다루었다. 실반에서는 임업과 조림, 산림 경제학, 정책, 관리 및 나무 측정 문제, 산림 보호, 자연 보호, 산림 이용 및 운송, 임업의 역사, 다른 유럽 국가의 임업 뉴스 등이 소개되었다. 1907년의 전국 산림 경영자 대회에서 실반은 모든 방면에서 산림 경영자들의 비공식 기관지로 인정받았다. 제1차 세계 대전으로 실반의 출판이 중단되었다.
폴란드가 독립을 되찾은 후 갈리시아 산림 협회의 조직 변경으로 인해 1919년에 잠시 동안 실반은 소폴란드 산림 협회(Małopolskiego Towarzystwa Leśnego)의 기관지가 되었으며 1925년부터 폴란드 산림 협회가 리비우에 자리를 잡자 전국에 영향을 끼쳤다. 1936년부터 실반은 과학 학위논문 계열의 A와 논문 및 학회의 업무 계열의 B라는 두 가지 계열로 발간되었다. 실반은 이전 기간의 내용을 계속하여 다룸으로써 산림과 사유림 소유자의 관심사를 대변하였다. 특히나 1920년대 중반 이후로 과학 학위논문을 공간하는 역할도 증대하였던 것인즉 8편의 박사 및 박사 후 학위논문이 그 시기에 주로 리비우에서 출판되었던 것이다.
1883년에서 1939년 사이(57년 동안)에 실반은 이전 기간의 번호를 잇지 않고 새롭게 번호를 매겨 1권부터 57권까지를 상재하였다. 제2차 세계 대전으로 실반의 출판이 중단되었다.

### 제3기 (1947년~현행)
제2차 세계 대전 후 첫 번째 호는 크라쿠프에서 폴란드 과학 산림 협회(Polish Scientific Forest Society)의 계간지로 속간되었다. 실반의 권호는 1820년을 창간으로 하여 계속되도록 변경되었다. 1955년부터 실반은 폴란드 과학 아카데미의 농업 과학부와 폴란드 산림 학회(PTL)의 월간지로, 1966년부터는 폴란드 산림 학회에서만 발행되는 월간지로 발행되었다. 이 시기의 2020년 말까지 총 74년 간 실반이 발간되었다.
학술지 창간 200주년을 맞아 발행된 특별호(2020년 12월호)는 실반의 역사, 산림 경영, 산림 보호, 자연 보호, 산림 이용 등 임업과 자연과학의 주요한 분야에 있어서 실반이 그동안 달성해온 막대한 성취를 제시하였다.

## 학계에서의 위치
실반은 과학인용색인 확장판(SCIE), 저널인용보고서(Journal Citation Reports), CABI(CAB International), IC(IndexCopernicus) 등에 올라 있는데 JCR에 따르면 2019년 실반의 피인용지수는 0.624였다. 폴란드 교육과학부 명부에서 현재 순위(2021년)는 40이다. 홈페이지의 첫 모습부터 똑 닮게 만들어진 동명의 가짜 학술지에 실수로 원고를 투고하는 일이 적잖이 존재하므로 주의하여야 한다. 실반을 가장하는 가짜 학술지는 마치 실반의 영어판 학술지를 게재하는 홈페이지처럼 보이며, 심지어는 영어 위키백과에서는 가짜 학술지의 홈페이지 주소가 진짜 학술지의 홈페이지 주소를 대신하여 문서에 소개됨으로써 사이버 범죄가 벌어지고 스팸 메일이 발송되는 사건까지 있었다.